# Cartuja von Granada

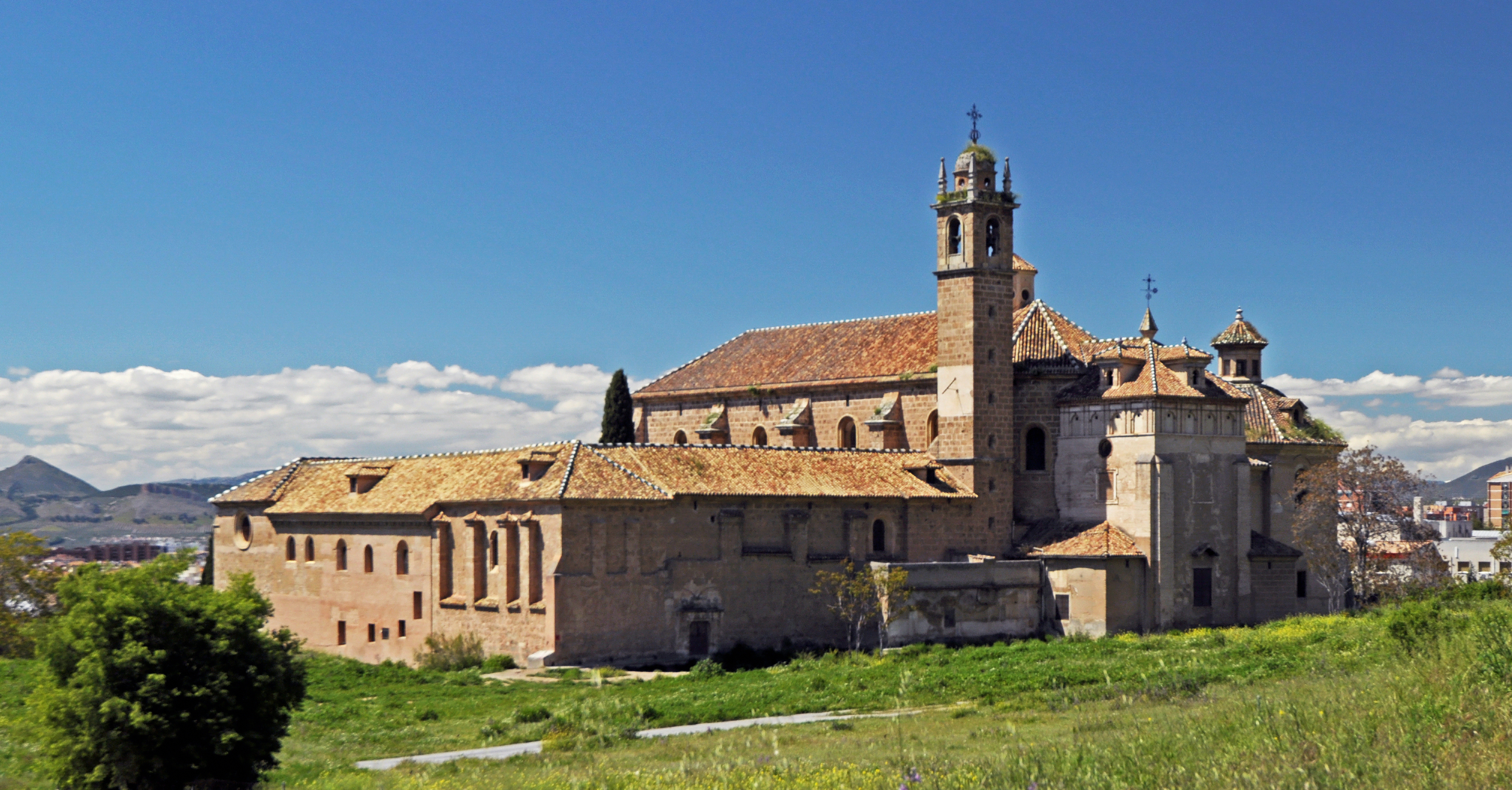
Die Kartause von Granada

Die Cartuja von Granada (Kartause von Granada) ist ein ehemaliges Kloster in Granada (Andalusien) unter dem Patrozinium Unserer Lieben Frau Mariä Himmelfahrt, das bis 1835 eine Gemeinschaft der Kartäuser beherbergt hat. Trotz der Vermischung verschiedener Stile stellt das Kloster eines der Glanzstücke der spanischen Barock-Architektur dar.
Durch ein weiterhin gültiges Dekret der Regierung der Zweiten Spanischen Republik vom 3. Juni 1931 wurde es zusammen mit über 700 anderen Objekten zum Monumento histórico-artístico erklärt und in den Nationalen Kunstschatz aufgenommen.

## Geschichte

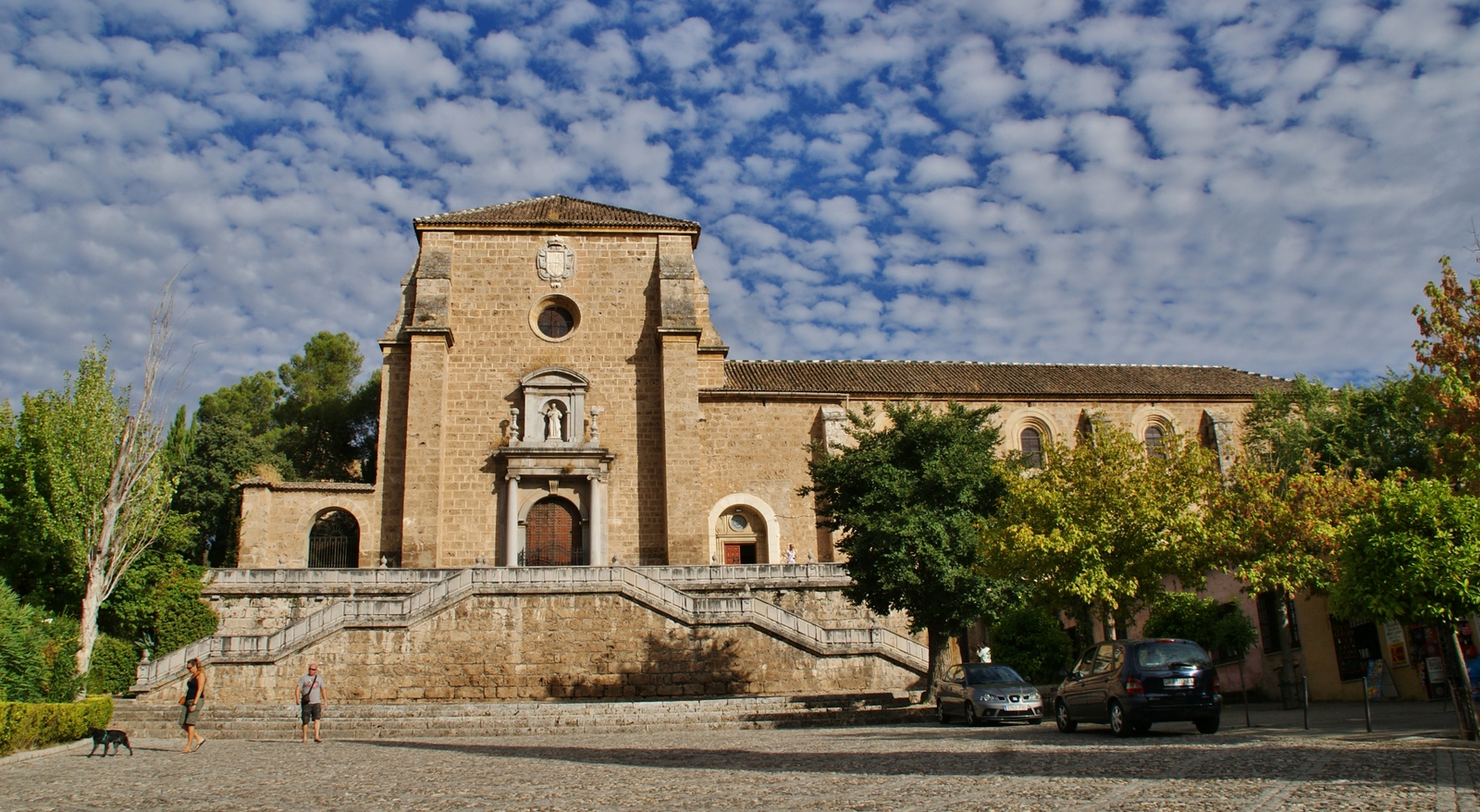
Das Eingangstor zum Kloster

Ab 1458 suchten die Kartäusermönche des Klosters von El Paular in Kastilien einen passenden Ort zur Errichtung eines neuen Klosters. Der Prior des Kartäuserklosters Cuecas in Sevilla, Juan Padilla – er war auch Ordensvisitator – wandte sich schließlich 1506 an Gonzalo Fernández de Córdoba um Unterstützung für einen passenden Standort. Dieser schlug das Gelände der ehemaligen maurischen Sommerresidenz namens Aynadamar (deutsch: Quelle der Tränen) dafür vor.
1513 erfolgte in Loja die Übergabe der Grundstücke und damit der Baubeginn, der anfangs von Gonzalo Fernández de Córdoba unterstützt wurde. Nach dessen Tod im Jahr 1515 wurde der Bau für einige Jahre unterbrochen und erst 1519 fortgesetzt. Erst 1545 wurde der Bau offiziell von den Kartäusern unter dem Namen Nuestra Señora de la Asunción de la Cartuja (Mariä Himmelfahrt) vom obersten Prior Padre Rodrigo de Valdepeñas (* 1506; † 1560) übernommen. Die Klosterkirche wurde erst 1662 fertiggestellt.
Von ehemaligen Kloster sind nur die heute sichtbaren Teile erhalten geblieben, denn durch französische Truppen wurden 1824 Werkstätten, der große Kreuzgang, Mönchszellen und der Friedhof zerstört. Durch die Säkularisation 1836 wurden weitere Kirchenschätze geraubt. Das Haus des Priors mit seinem schönen Innenhof und Garten wurde 1943 zerstört.
Das Kloster wurde bis 1835 bewohnt, dann wurden die Mönche daraus vertrieben. Heute gehört das Kloster nicht mehr dem Kartäuserorden, sondern untersteht direkt dem Erzbischof von Granada.

## Klosteranlage und Bauten

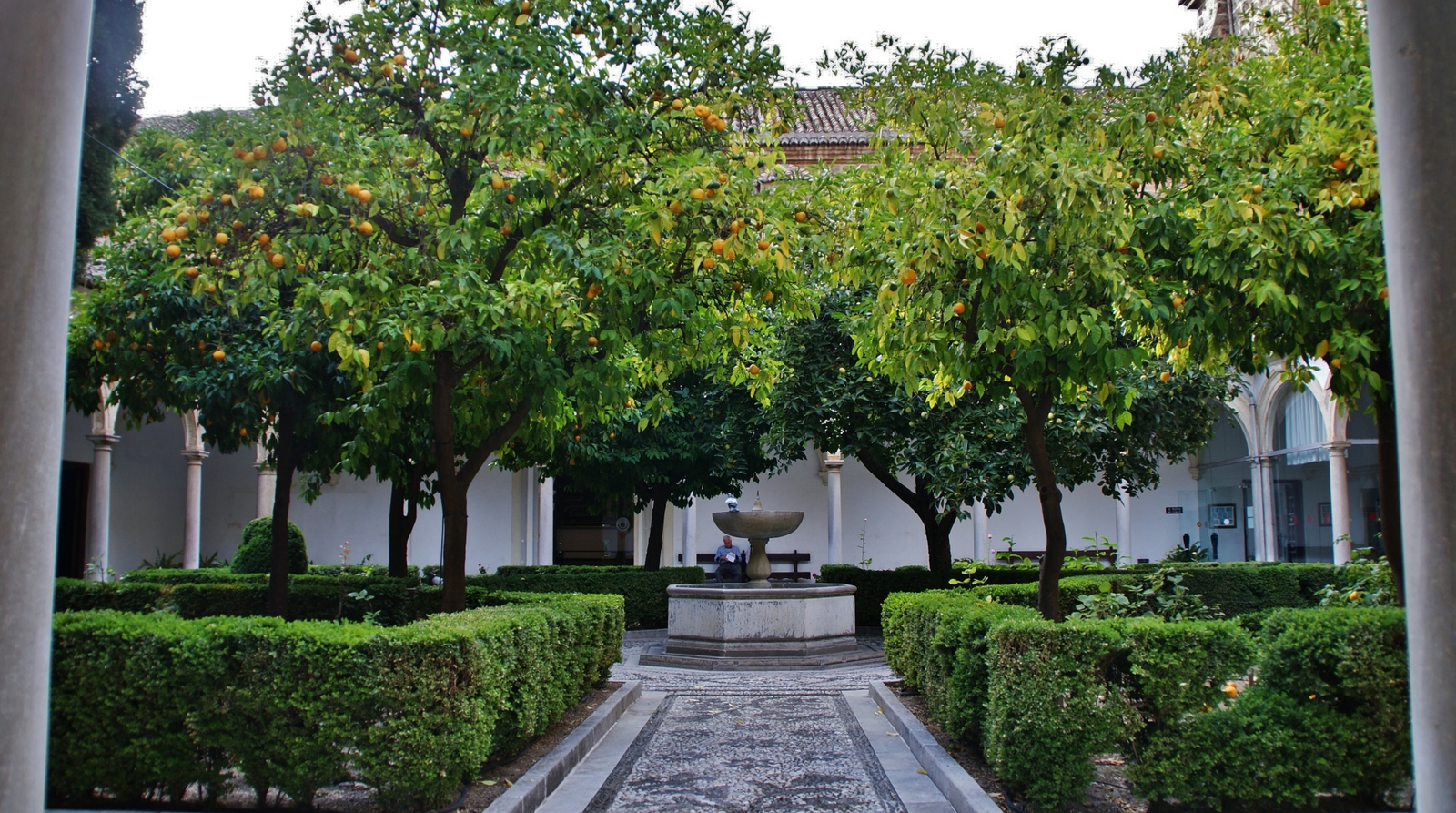
Kreuzgang mit Orangenbäumen und zentralem Springbrunnen

Durch ein einfaches Tor im Plateresken Stil – von Juan Garcia de Pradas 1520 errichtet – gelangt man in den Klosterbereich. Über einer doppelten Freitreppe steht die Kirchenfassade mit einem von ionischen Säulen eingerahmten Eingangsportal mit der von Pedro Hermoso geschaffenen Marmorstatue des Ordensgründers, des hl. Bruno von Köln, und unter dem Dachtrauf dem spanischen Wappen aus der Epoche der Bourbonen. Durch ein Nebenportal gelangt man in den zentralen Kreuzgang.
Das Gebäude besteht aus folgenden Teilen:
- Kirche mit Sakristei und Sanktuarium
- Kreuzgang – wird auch Claustrillo (kleiner Kreuzgang) genannt. Dieser ist quadratisch und von dorischen Säulen aus dem 17. Jahrhundert umrahmt. Durch die Bepflanzung mit Orangenbäumen und duftenden Pflanzen und einem zentralen Springbrunnen erinnert er stark an maurische Innenhöfe. Um den Kreuzgang sind die folgenden Räume in gotischem Stil angeordnet:Altargemälde der Kapelle „De Profundis“ von Juan Sánchez Cotán

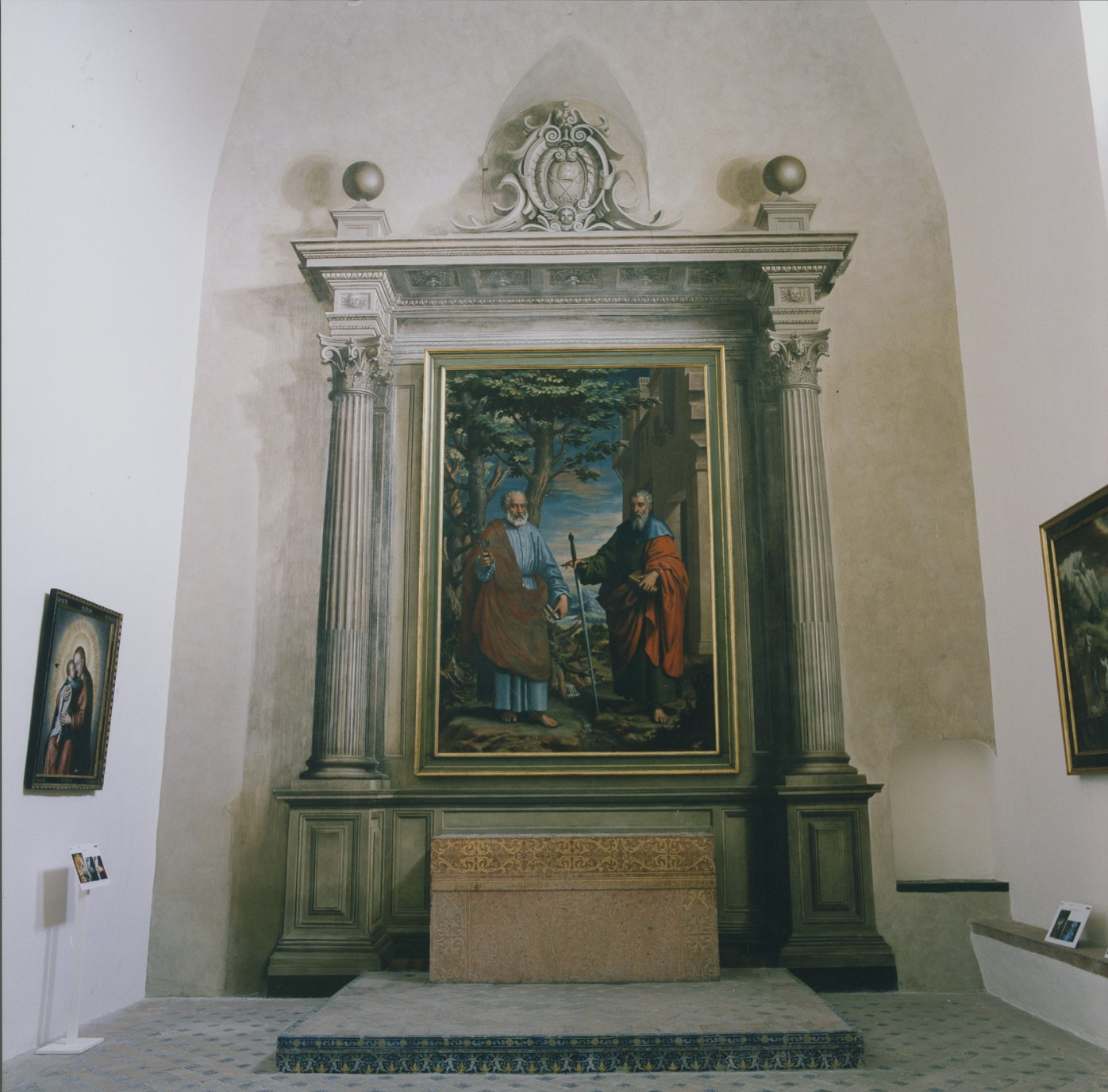
Altargemälde der Kapelle „De Profundis“ von Juan Sánchez Cotán

- Refektorium, der ehemalige Speisesaal für die Festtage: Die ausgestellten Gemälde stammen von Juan Sánchez Cotán. Das Gemälde „Letztes Abendmahl“ an seiner Stirnseite besticht durch seine realistische Darstellung der Fenster.
- Kapelle „De Profundis“: In diesem Raum baten die Brüder um Verzeihung und Buße. Es handelt sich um einen schlichten Raum mit einem in Trompe-l’oeil-Technik gemalten Altar um ein Bildnis der „hll. Peter und Paul“, ebenfalls vom Laienbruder Juan Sánchez Cotán.
- Kapelle „De Legos“, der Versammlungssaal der Laienbrüder, wurde 1517–1519 in spätgotischem Stil von Alonso de Ledesma errichtet. Die Gemälde im Raum stammen von Vicente Carducho.
- Kapitelsaal der Mönche: Er diente der Beratung und für Predigten; dieser Raum verfügt über eine bemerkenswerte Akustik. Auch er enthält Gemälde von Vicente Carducho, u. a. die „Erscheinung der Muttergottes vor dem hl. Bruno“.

### Kirche

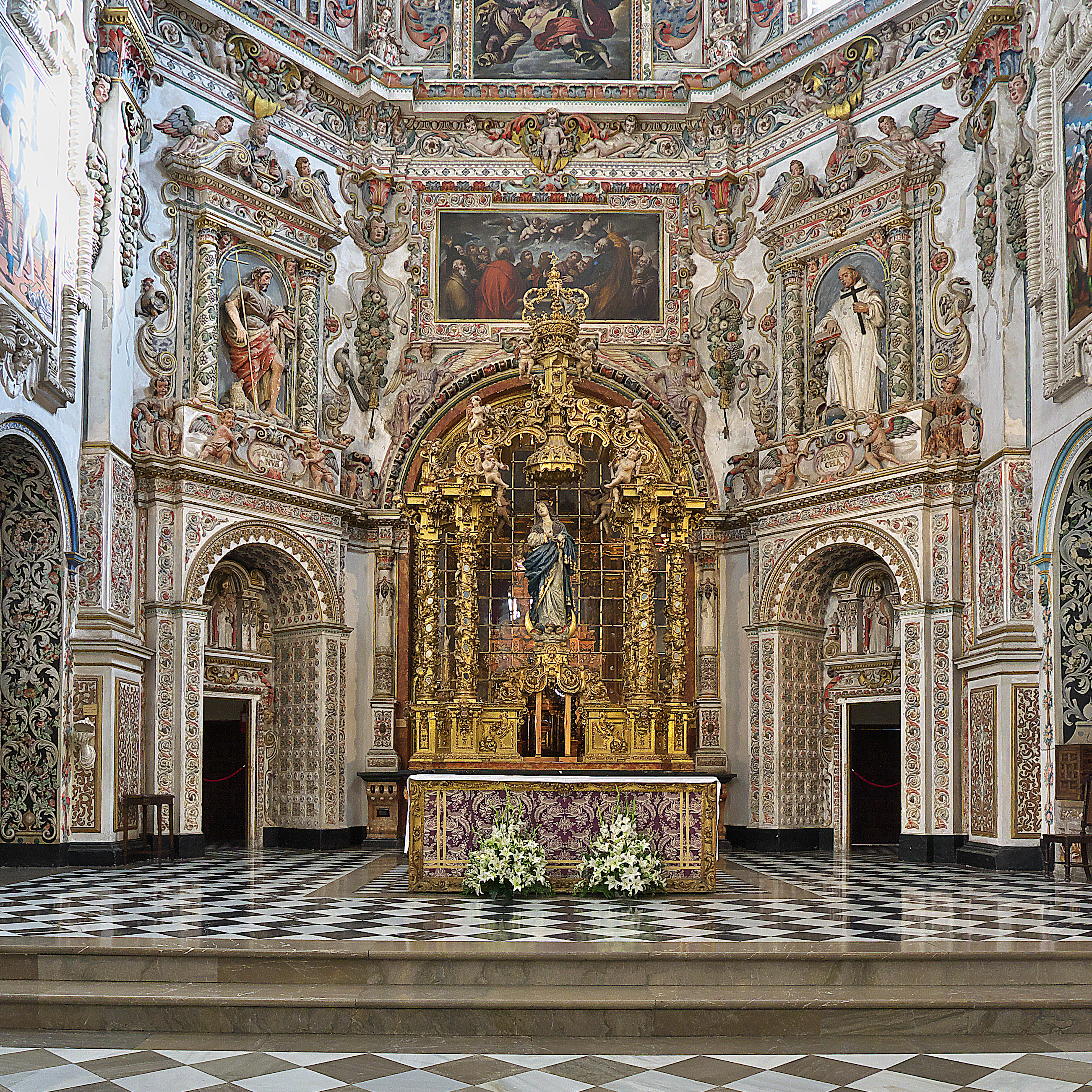
Altar der Kirche

Die einschiffige Kirche wurde Mitte des 16. Jahrhunderts begonnen und 1662 im Barockstil vollendet. Sie umfasst drei Abschnitte: Der Teil vom hinteren Eingang bis zur Gittertür war für die Gläubigen bestimmt. Im Bereich zwischen dieser Gittertür bis zur Holztür etwa in der Mitte der Kirche versammelten sich die Laienbrüder. Von dort gelangt man auch in den Kreuzgang. Der Chorbereich, der größte Abschnitt der Kirche, war den Priestermönchen vorbehalten. Die Holztür entstand um 1570 und ist durch die bedeutenden Intarsienarbeiten des Laienbruders José Manuel Vázquez mit Elfenbein, Schildpatt, Perlmutt und Silber künstlerisch besonders wertvoll. Die Tür wird von zwei barocken Altarretabeln flankiert, die 1612 entstanden sind. Ihre Gemälde stellen links die „Rast der Hl. Familie auf der Flucht nach Ägypten“ und rechts die „Taufe Christi“ dar. Sie stammen vom aus Toledo gebürtigen Maler Juan Sánchez Cotán, der 1613 als Laienbruder in die Kartause eintrat. Die Wandgemälde mit Szenen aus dem Marienleben stammen von Pedro Atanasio Bocanegra um ca. 1670, darunter sein Meisterwerk „Maria mit Rosenkranz“. Die ansonsten weißen Wände sind charakteristisch für Kartäuserkirchen. Der vordere Teil der Kirche war ausschließlich den Mönchen vorbehalten, da diesen die Abgeschiedenheit zeitlebens vorgeschrieben war. Da nur der sogenannte „Gregorianische Gesang“ erlaubt war, fehlen auch Chor und Instrumente völlig. Täglich betraten die Mönche fünfmal die Kirche zum gemeinsamen Gebet und zum Gottesdienst.
Die Kuppel ist in reinstem Barockstil gehalten und zeigt die vier Evangelisten. Sie lässt Licht aus Laternen auf den Altar fallen. Das Kuppelfresko zeigt den Schutzpatron des Ordens, den hl. Johannes den Täufer, auf der einen Seite und den Ordensgründer, den hl. Bruno, der die Weltkugel mit einer darauf thronenden Monstranz erhebt, auf der anderen. Zentral erscheint die göttliche Dreifaltigkeit. Das Fresko stammt von Antonio Palomino in Zusammenarbeit mit José Risueño aus dem Jahr 1712. Unter einem vergoldeten Holzbaldachin von Francisco Hurtado Izquierdo von 1710 steht eine Mariä-Himmelfahrt-Statue von José de Mora.

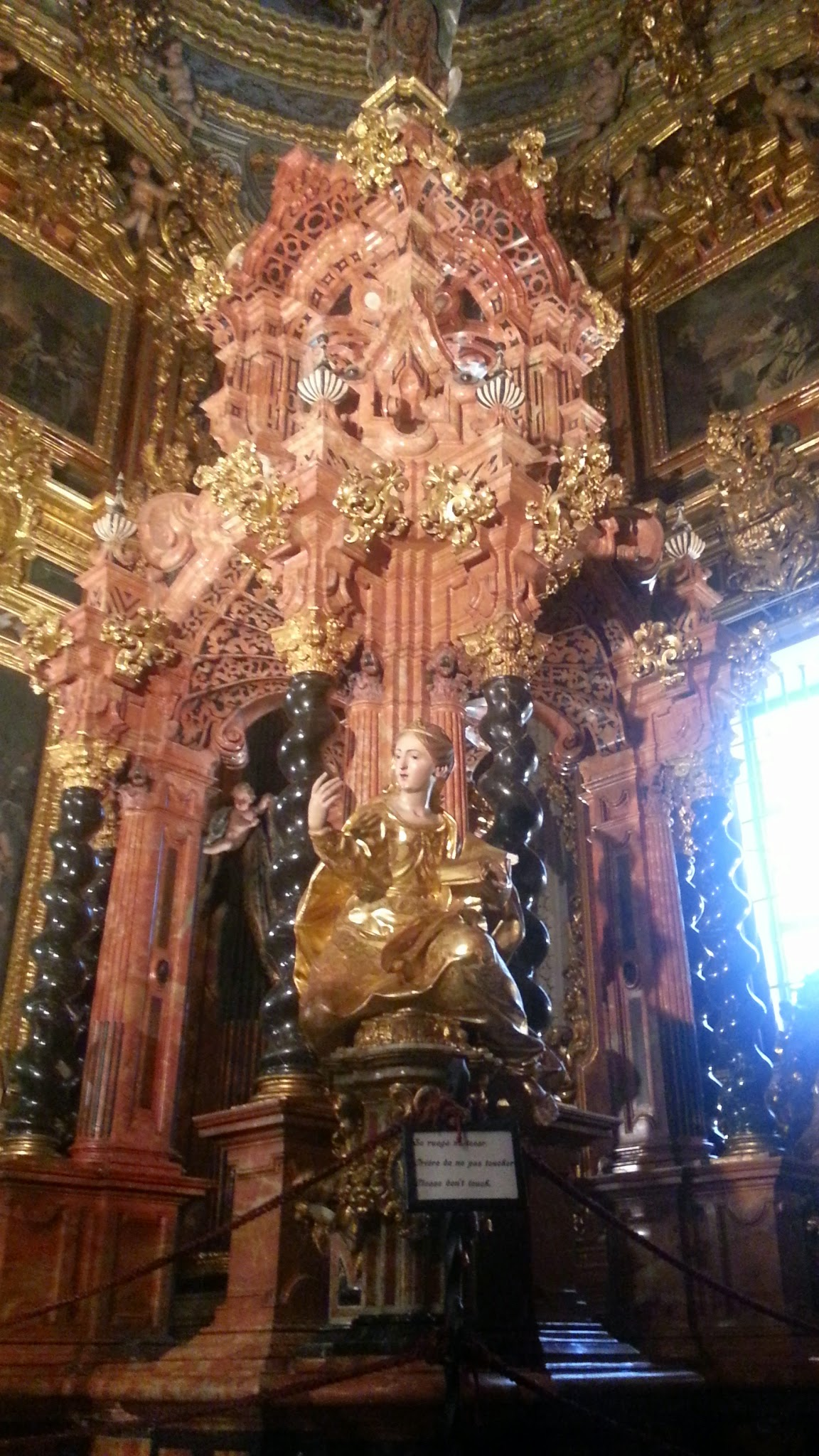
Zentraler Baldachin im Sanktuarium

### Sanktuarium
Im 1704 bis 1720 ebenfalls von Hurtado Izquierdo im späten Barockstil mit Rokoko-Elementen errichteten Camarín hinter dem Hauptaltar werden die Reliquien aufbewahrt. Die beiden 1725 errichteten seitlichen Kapellen beeindrucken durch ein Übermaß an verschiedenfarbigem Marmor. Ein von acht schwarzen, gedrehten Säulen getragener Marmorbaldachin steht zentral im Raum, die vier Statuen an dessen Ecken symbolisieren die Kardinaltugenden Gerechtigkeit, Klugheit, Mäßigung und Tapferkeit. In den Ecken des Raumes befinden sich Statuen des hl. Bruno und von Josef von Nazareth von José de Mora, sowie ein Johannes der Täufer von José Risueño und eine Maria Magdalena des Sevillaner Bildhauers Pedro Duque y Cornejo (* 1678; † 1757).

### Sakristei
Die Sakristei, die sich links des Hochaltars befindet, ist eine Spitzenleistung des spanischen Spätbarocks. Es wurde von 1727 bis 1764 als Zusammenarbeit folgender bedeutender Künstler erschaffen:
- Stuckaturen: Sie stammen vom Bildhauer und Holzschnitzer Luís Cabello.
- Marmorarbeiten: Altar und Sockel der Wandpfeiler wurden aus Marmor aus Lanjarón vom Steinmetz Luís de Arevalo geschaffen. Mittig im Altarretabel befindet sich eine Alabasterfigur der Immaculata, darunter eine große Marmorstatue des hl. Bruno.
- Kuppelfresko: Die Kuppel wurde 1753 von Tomás Ferrer bemalt; das Motiv sind die Gründerväter des Kartäuserordens.
- Holzarbeiten: Die Sakristeischränke wurden aus Ebenholz, Palisanderholz, Mahagoni und Guajakholz von José Manuel Vázquez geschaffen, der 34 Jahre von 1730 bis 1764 daran arbeitete. Sie sind ebenso wie die Tür des Mönchschors mit Einlegearbeiten aus Elfenbein, Perlmutt, Schildpatt und Silber versehen.
- Gemälde: In der Sakristei befinden sich zwei Gemälde von Juan Sánchez Cotán, die auf Kupfer gemalt sind: eine Kreuzigung und eine Empfängnis Mariä. Daneben gibt es sechs Werke des Laienbruders Fray Francisco Morales (* 1660; † 1720 im Kloster El Paular) mit Szenen aus dem Leben Jesu.[5]